# Egon Guenther
Egon Ferdinand Günther (* 24. Januar 1921 in Mannheim; † 17. Juli 2004 in Johannesburg) war ein  Galerist und Kunstsammler des 20. Jahrhunderts, der sowohl in Deutschland als auch in Südafrika tätig war. Sein Wirken trug wesentlich zur Förderung der Nachkriegskunst in Deutschland sowie der zeitgenössischen südafrikanischen Kunst bei.

## Leben
Egon Günther wurde 1921 in Mannheim geboren. Seine Eltern waren Goldschmiede. Unter ihrer Anleitung absolvierte er eine Lehre in Pforzheim und studierte an der dortigen Vereinigten Goldschmiede Kunst- und Werkschule. Danach arbeitete er in der Werkstatt seines Vaters. Als Jugendlicher entwickelte er eine Leidenschaft für afrikanische Kunst und begann zu sammeln.
Nach dem Zweiten Weltkrieg gründete Egon Günther in Mannheim das „Haus für moderne Kunst und Raumgestaltung – Egon Günther GmbH“, später umbenannt in die „Galerie Egon Günther“, die er zusammen mit seinem Mitbegründer Rudi Baerwind – der bis 1949 künstlerischer Leiter der Galerie war – bis 1950 betrieb. Die Galerie spielte eine wichtige Rolle in der deutschen Kunstszene und zeigte, unter anderen, Künstler wie Willi Baumeister, Max Ackermann, Karl Otto Götz, Conrad Westpfahl, Bernard Schultze, Franz Radziwill, Rudolf Scharpf, Edgar Jené und Boris Kleint. In der Galerie fanden zahlreiche Ausstellungen moderner Kunst sowie traditioneller afrikanischer Skulpturen statt, die Günther ebenfalls sammelte und präsentierte. Besonders bekannt wurde eine Ausstellung surrealistischer Werke unter dem Titel „Vision und Magie“ im Jahr 1948.
1948 zeigt die Ausstellung Vision und Magie in Mannheim von Juni bis Ende August 1948 die Werke von Max Ernst mit seinen „Hunderttausend Tauben“ und Paul Klee. Große Künstler sind jedoch nicht vertreten: Rudi Baerwind, Karl Otto Götz, Heinz Trökes. Egon Günther beschließt, seine Ausstellungen durch ein reichhaltiges Kulturprogramm zu unterstützen: Er organisiert Themenabende rund um den Surrealismus und zeitgenössische Poesie. Die Presse bleibt skeptisch, […]. Die Ausstellung war nicht sehr erfolgreich, die Presse riet jungen Besuchern vom Besuch ab! (Martin Schieder, Universität Leipzig, 2015).
Egon Günther heiratete 1947 und wanderte 1951 zusammen mit seiner Frau Hannelore nach Südafrika aus. In Johannesburg arbeitete er für kurze Zeit als Silberschmied, bevor er zusammen mit Edy Caveng ein eigenes Atelier eröffnete (1955–1965). 1957 eröffnete er zusammen mit seinem Partner Edy Caveng eine Kunstgalerie in Linksfield Ridge (Johannesburg) mit dem Namen „Egon Guenther Gallery“, in der er afrikanische Kunst ausstellte (u. a. Holzskulpturen, Masken, Bronzeabgüsse) neben Ausstellungen abstrakter und surrealistischer Werke von deutschen und südafrikanischen Malern. Die Partnerschaft mit Edy Caveng endete 1965, als die Familie Caveng in die Schweiz zurückkehrte. Egon Günther konzentriert sich nun mehr auf die Galerie als auf seine Schmuckarbeiten und verkauft 1969 seine Schmuckwerkstatt an Kurt Donau, einen Schweizer Immigranten, der von 1958 bis 1961 in der Guenther-Werkstatt in Johannesburg gearbeitet hatte.
Egon Günthers Galerie in Südafrika wurde zu einem wichtigen Ort der Begegnung zwischen westlicher und afrikanischer Kunst. Er war einer der ersten, der traditionelle afrikanische Kunst in einem westlichen Kontext als gleichwertig mit moderner Kunst präsentierte und damit ein neues Bewusstsein für kulturelle Vielfalt schuf. Neben seiner Arbeit als Galerist war Egon Günther auch als Förderer und Mentor für zahlreiche Künstler in Südafrika tätig. Seine umfangreiche Sammlung sowie sein Engagement für die Kunst in zwei Kontinenten machen ihn zu einer einflussreichen Persönlichkeit der Nachkriegskunstszene.
Egon Günther starb am 30. Januar 2015 in Johannesburg.

## Ausstellungen (Auswahl)

### Mannheim
- 1947: Eröffnungsausstellung – Werke von Max Ackermann, Willi Baumeister, Rudolf Baerwind, Kunz, Otto Ritschl und traditionelle afrikanische Skulpturen (im “Haus für moderne Kunst und Raumgestaltung” – so der erste Name der Galerie)
- 1947: Bernhard Schultze (Gemälde)
- 1947: Karl Otto Götz (Malerei und Grafik)
- 1947: Peter Herkenrath (Gemälde)
- 1947: Kölner Künstler (Gemälde, Skulpturen, Graphik)
- 1947: Berliner Maler und Bildhauer aus dem Kreis der Galerie Gerd Rosen
- 1947: Rudi Baerwind (Malerei, Grafik)
- 1947: Alexej v. Jawlensky (1864–1941) (Gemälde, Grafiken)
- 1948: Willi Baumeister
- 1948: Conrad Westpfahl
- 1948: Max Ackermann
- 1948: Bernhard Schultze
- 1948: Frans Masereel (Holzschnitte)
- 1948: Franz Radziwill
- 1948: Vision und Magie in Malerei und Dichtung – Die erste umfassende Ausstellung surrealistischer Tendenzen deutscher Künstler
- 1948: Deutsche Abstrakte Malerei (Ackermann, Baumeister, Nay, Ritschl)
- 1948: 4 Pariser Maler (Atlan, Gear, Goebel, Henri Goetz)
- 1948: Willi Baumeister (Kollektiv–Ausstellung), gleichzeitig mit „Das Unbehagen an der Modernen Kunst“ – ein Vortrag von Gustav Friedrich Hartlaub über die ständige Sammlung der Galerie Egon Günther: Meister der Abstraktion und des Surrealismus – Exotische Kunst
- 1949: Deutsche Maler der Avantgarde – Kreis der Galerie Egon Günther – Ausstellung in der Gemäldegalerie Gewerbemuseum, Kaiserslautern
- 1949: Rudolf Schlichter (35 Gemälde, Aquarelle, Zeichnungen)
- 1949: Rudolf Scharpf (Holzschnitte)
- 1949: Peter Herkenrath
- 1949: Eine Schau erlesener Skulpturen und Masken Afrikas und der Südsee verbunden mit einer Ausstellung unter anderem Werke von Ackermann  Baumeister Bullinger  Geitlinger Herkenrath  Ritschl Scharpf Schulze
- 1950: Heinz Daniel „Bühnenbilder“ (Nationaltheater Mannheim)
- 1950: „Sehr exotisch“ – 3. Karneval der Künstler (in den Räumen der „Femina“ in Mannheim. Dekorationen von Bernard Schultze)
- 1950: Edgar Jené (Gemälde und Grafiken)
- 1950: Max Ackermann
- 1950: Gruppe ZEN 49: Gemälde – Baumeister, Winter, Fietz, Cavael, Geiger, Hempel; Skulpturen von Brigitte Meier–Denninghoff
- 1950: Bernhard Schultze (Paintings, Graphics)
- 1950: Epple – Gassenmeier – Leppien – Liske (Gemälde und Grafiken)
- 1950: Boris Kleint
- 1950: Abschlussausstellung (Malerei und Grafik): Ackermann, Willi Baumeister, Geitlinger, Ritschl, Herkenrath und Rudolf Scharpf

### Johannesburg
- 1957: Willi Baumeister (1889–1955)
- 1957: Rudolf Scharpf (Holzschnitte, Radierungen und Monotypien)
- 1957: Eine Ausstellung feiner Schweizer Uhren – Uhren von morgen (Eröffnung durch O. Berchtold, Konsul für die Schweiz)
- 1958: Imo Lieske (Gemälde, Pastelle, Monotypien)
- 1958: Cecil Skotnes (Holzschnitte) (8. August)
- 1958: Ernst Geitlinger (Gemälde) (10. Oktober) (Eröffnung durch Cecil Skotnes)
- 1959: Bernhard Epple (Kupferstiche)
- 1959: Eine Ausstellung mit zeitgenössischer Kunst, Schmuck und Uhren (Schmuck von Egon Guenther – Gemälde und Holzschnitte von Willi Baumeister, Rudolf Scharpf, Imo Lieske, Cecil Skotnes, Ernst Geitlinger – Uhren)
- 1960: Cecil Skotnes (Holzschnitte)
- 1961: J.H. Pierneef (1886–1957) (Holzschnitte)
- 1961: Diederick Düring (Gemälde)
- 1961: Anna Vorster (Gemälde aus Israel und Griechenland)
- 1961: Die Bloemfontein-Gruppe (Gemälde)
- 1961: Walter Battiss (Gemälde, Zeichnungen, Holzschnitte, Linolschnitte, Keramiken)
- 1961: J.H. Pierneef (1886–1957) (Gemälde, Aquarelle, Zeichnungen)
- 1961: The Artist's Touchstone (Zeichnungen von 12 hervorragenden SA-Zeichnern: Harvey/Higgs/Krige/Lipschitz/van Essche/Battiss/Cilliers-Barnard/de Jong/van Heerden/Cattaneo/Skotnes/Ullmann)
- 1961: Hannes Harrs (Batiken)
- 1961: Werke junger und studierender Künstler (Ausstellungseröffnung von Giuseppe Cattaneo)
- 1961: Erica Berry (Aquarelle)
- 1961: Cecily Sash (grafische Arbeiten)
- 1961: Frans Claerhout (Gemälde) (25. November) (Ausstellungseröffnung von Botschafter P. Vanderstichelen)
- 1962: Gruppenausstellung: Erasmus, Skotnes, Gordon Vorster, Whippman, Ormiston, Cattaneo, Mylchreest, Turvey, Battiss, Peta Marshall, Anna Vorster
- 1962: Gordon Vorster (Grafische Arbeiten)
- 1962: Dirk Meerkotter (Keramik, Gemälde) (Ausstellungseröffnung von Cecil Skotnes)
- 1962: George Boys (Gemälde)
- 1962: Sydney Kumalo (Skulpturen und Zeichnungen)
- 1962: Cecil Skotnes (13 Gemälde, 3 Aquarelle, 6 Zeichnungen, 1 Totem)
- 1962: Transvaal Student Art (Ausstellungseröffnung von Esmé Berman)
- 1962: Renée le Roux (Gemälde)
- 1962: Bettie Cilliers-Barnard (Gemälde)
- 1962: Jan Buys (Gemälde)
- 1962: Anna Vorster (Malerei) (Ausstellungseröffnung von Esmé Berman)
- 1962: Giuseppe Cattaneo (Satirische Zeichnungen)
- 1962: Reginald Turvey (Gemälde, Aquarelle)
- 1962: Giuseppe Cattaneo, Egon Guenther, Hannes Harrs, Cecily Sash, Cecil Skotnes, Marguerite Stephens, Phyllis Turgell, Eduardo Villa, Ilana Zygielbaum
- 1963: Cecil Skotnes (Zeichnungen) (Sammlung Ian Fraser Jones)
- 1963: Gunther van der Reis (Gemälde)
- 1963: Edoardo Villa (Skulpturen)
- 1963: Sydney Kumalo, Cecily Sash, Cecil Skotnes (Zeichnungen und Holzschnitte) (7. Mai)
- 1963: Baerwind, Epple, Geitlinger, Scharpf (Ausstellungseröffnung von Cecil Skotnes)
- 1963: Barbara Greig (Keramische Tafeln)
- 1963: Cecily Sash (Gemälde)
- 1963: Maggie Laubser (Gemälde) (1920–1959)
- 1963: Amadlozi (Giuseppe Cattaneo, Sydney Kumalo, Cecily Sash, Cecil Skotnes, Edoardo Villa)
- 1964: Fred Schimmel (Gemälde)
- 1964: Dirk Hudig (Gemälde)
- 1964: Dirk Meerkotter (Gemälde und Keramiken)
- 1964: Ben Arnold (Skulpturen und Zeichnungen)
- 1964: J.H. Pierneef Festival (gemeinsam mit Adler Fielding Galleries an 2 Ausstellungsorten – 311 Werke)
- 1964: Composite Exhibition (22 Künstler)

### Privatgalerie in Linksfield
- 1965: Gruppenausstellung – Ben Arnold, Giuseppe Cattaneo, Barbara Greig, Hannes Harrs, Sydney Kumalo, Ezrom Legae, Georgina Ormiston, Cecil Skotnes, Edoardo Villa
- 1966: Ezrom Legae
- 1967: Sydney Kumalo (Bronzen und Zeichnungen)
- 1967: Hannes Harrs (Holzskulpturen und Gemälde)
- 1967: Edoardo Villa (Skulpturen)
- 1968: Peter Haden, Hannes Harrs, Sydney Kumalo, Ezrom Legae, Edoardo Villa und die unbekannten Meister von Afrika
- 1969: Cecil Skotnes (Holzschnitte) und Peter Haden (Skulpturen)
- 1969: Hannes Harrs (Holzskulpturen und Gemälde)
- 1971: Hannes Harrs (Farbholzschnitte)